# Multilocus Sequence Analysis
Multi-Locus Sequence Analysis (zu deutsch Multi-Locus-Sequenzanalyse, MLSA) ist eine biochemische und bioinformatische Methode der Phylogenomik zur Bestimmung von Verwandtschaftsgraden zwischen Arten und Unterarten, insbesondere von Prokaryoten.

## Eigenschaften
Um ein eindeutigeres Ergebnis zu erhalten, wird meistens ein Klon per Ausstrich isoliert. Mit dem Klon wird eine DNA-Extraktion durchgeführt. Die MLSA verwendet die Polymerase-Kettenreaktion (PCR) zur Vermehrung von mindestens fünf bis sieben Haushaltsgenen, gefolgt von einer DNA-Sequenzierung der Haushaltsgene. Die dadurch ermittelten DNA-Sequenzen werden in silico aneinandergehängt („concateniert“) und dann einer DNA-Sequenzanalyse unterzogen.
Die MLSA kann auch mit dem Multilocus Sequence Typing (MLST) kombiniert werden, in dem nur die sich unterscheidenden Haushaltsgene aus einem vorher durchgeführten MLST untersucht werden. Oftmals wird die MLSA zusätzlich zu einer Sequenzierung der 16S-rDNA verwendet.